# مدیریت هزینه پروژه
مدیریت هزینه پروژه (انگلیسی: Project cost management) فرایندی است که برای برنامه‌ریزی، تخمین، تخصیص بودجه، مدیریت و کنترل هزینه پروژه از آغاز تا پایان به کار می‌رود. هدف اصلی مدیریت هزینه پروژه، اتمام و تکمیل پروژه مطابق بودجه مصوب آن است.
در فرایند مدیریت هزینه، از توابع خاص مدیریت پروژه مانند تخمین و برآورد، جمع‌آوری داده، برنامه‌ریزی، حسابداری و طراحی استفاده می‌شود.

مطابق تعریف ارائه شده از سوی مؤسسه مدیریت پروژه در راهنمای پم‌باک مدیریت هزینه پروژه شامل فرایندهای زیر است:
1. برنامه‌ریزی مدیریت هزینه
2. تخمین هزینه
3. تعیین بودجه
4. کنترل هزینه